# Phymaspermum athanasioides
Phymaspermum athanasioides là một loài thực vật có hoa trong họ Cúc. Loài này được (S.Moore) Källersjö miêu tả khoa học đầu tiên năm 1986.